# Патрушиха
Патруши́ха — река, правый приток Исети, длиной около 26 км, площадь бассейна — 283 км².
Начало берёт из Патрушихинского болота, расположенного к северо-востоку от озера Чусовое. Пересекает Широкореченское болото. Неширокая и неглубокая речка с более высоким правым берегом. Высота устья — 227 м над уровнем моря.
Патрушиха в нескольких местах перегорожена плотинами, из-за чего в долине реки появились водохранилища: у Гореловского кордона (в районе УНЦ), в микрорайоне Елизавет (пруд «Спартак», по прежнему названию Свердловского лифтостроительного завода. В 2022 году пруду исполнилось 300 лет) и ниже по течению между северным склоном Уктусских гор и бывшим кирпичным заводом «Новострой». В старых глиняных карьерах этого завода, найдены кости мамонта и других животных ледникового периода. Основной приток: река Шиловка, впадает справа в 7,8 км от устья.

## Происхождение названия
Название «Патрушиха», возможно, появилось после смерти в 1724 году секретаря Канцелярии Главного правления завода капитан-поручика Ивана Фёдоровича Патрушева, жившего в 1721—1722 годах в Уктусском заводе. Судя по архивным данным, ранее Патрушиха называлась Патрушевкой, а ещё раньше Вязовкой и Калтыком.

## Первые поселения
В 1681—1683 гг. Львом Поскочиным проводилась перепись Тобольского уезда. Согласно её итогам в Арамильской слободе насчитывалось 126 крестьянских дворов, в которых проживало 337 человек мужского пола. К этому времени в ведомстве Арамильской слободы кроме центрального поселения существовало семь деревень. В названиях всех деревень указаны реки, на берегах которых они находились, что позволяет надёжно локализовать их географическое положение. В числе деревень Арамильской слободы показано и единственное в то время поселение на берегах Уктуса — «деревня Иктусова на речке Иктусе». В ней было три двора. В двух жили братья Дементий (Демка) и Иван (Ивашко) Петровы дети Деменовы, уроженцы Соликамского уезда Обвинской волости Рождественского прихода, пришедшие в Арамильскую слободу в 1679—1680 году. В третьем жил Фома (Фомка) Михайлов сын Вилесов, родившийся в той же волости в деревне Комарове и пришедший годом позже братьев Деменовых — в 1680—1681 году.
Перепись 1695 года называет уже три деревни, стоявшие на берегах Уктуса.
Первая — «деревня Фомина на речке Уктусе. По мере от слободы до той деревни девять вёрст». В деревне насчитывалось 34 двора, в четырёх из которых показаны Демка и Ивашко Петровы дети Деменевы и Фомка Михайлов сын Вилесов и его сын Ганка (Гаврила). Это позволяет уверенно сказать, что деревня Иктусова переписи 1682 года идентична деревне Фоминой 1695 года. Все четверо её старожилов показаны пришедшими «тому лет с пятнадцать».
У крестьян деревни Фоминой переписью 1695 года зафиксировано четыре мельницы; три из них — на речке Кылтыке (Катыке).
Время основания деревни, соответственно, ограничивается приходом Фомы Вилесова (1680—1681 г.) и переписью 1682 года.
Основателями второй деревни были, вероятнее всего, братья Шиловы. В переписи 1695 года они возглавляют список, да и сама деревня позже именовалась Шиловой. Время основания деревни — между 1682 и 1695 годом. Более точную дату установить пока не удаётся.
В самых верховьях находилась третья уктусская деревня — «Деревня Зыкова на речке Уктусе. По мере до той деревни от слободы пять(!) вёрст». Расстояние до слободы в пять вёрст — явная ошибка копирования (возможно, в подлиннике было «девять»). В деле следует обрыв, поэтому из описания деревни сохранилось только два двора:
- Прокопий (Пронка) Исаков сын Лехкой. «С Кунгуру, деревни Полетаевы, пришол в 1682/83-м году».
- Козьма (Коземка) Фёдоров сын Заразилов. «Кайгородцкого уезду деревни Лоинской, … пришол в 1683/84-м году».

У Прокопия Лехкого отмечена мельница. Сам Прокопий в переписи 1682 года обнаруживается в Арамильской слободе во дворе своего брата Матвея (Матюшки). При этом датой появления семьи назван 1676—1677 год. Матвей Лехково выделялся тем, что единственный в Арамильской слободе платил подать «з железного плавленья», то есть был первым металлургом в окрестностях будущего Екатеринбурга. Наверняка и его брат имел отношение к этому промыслу. Большая разница в датах прихода может объясняться тем, что у Прокопия в переписи 1695 года указано время когда он отделился от брата в самостоятельное хозяйство.
Время возникновения деревни Зыковой также определяется между 1682 и 1695 годом.

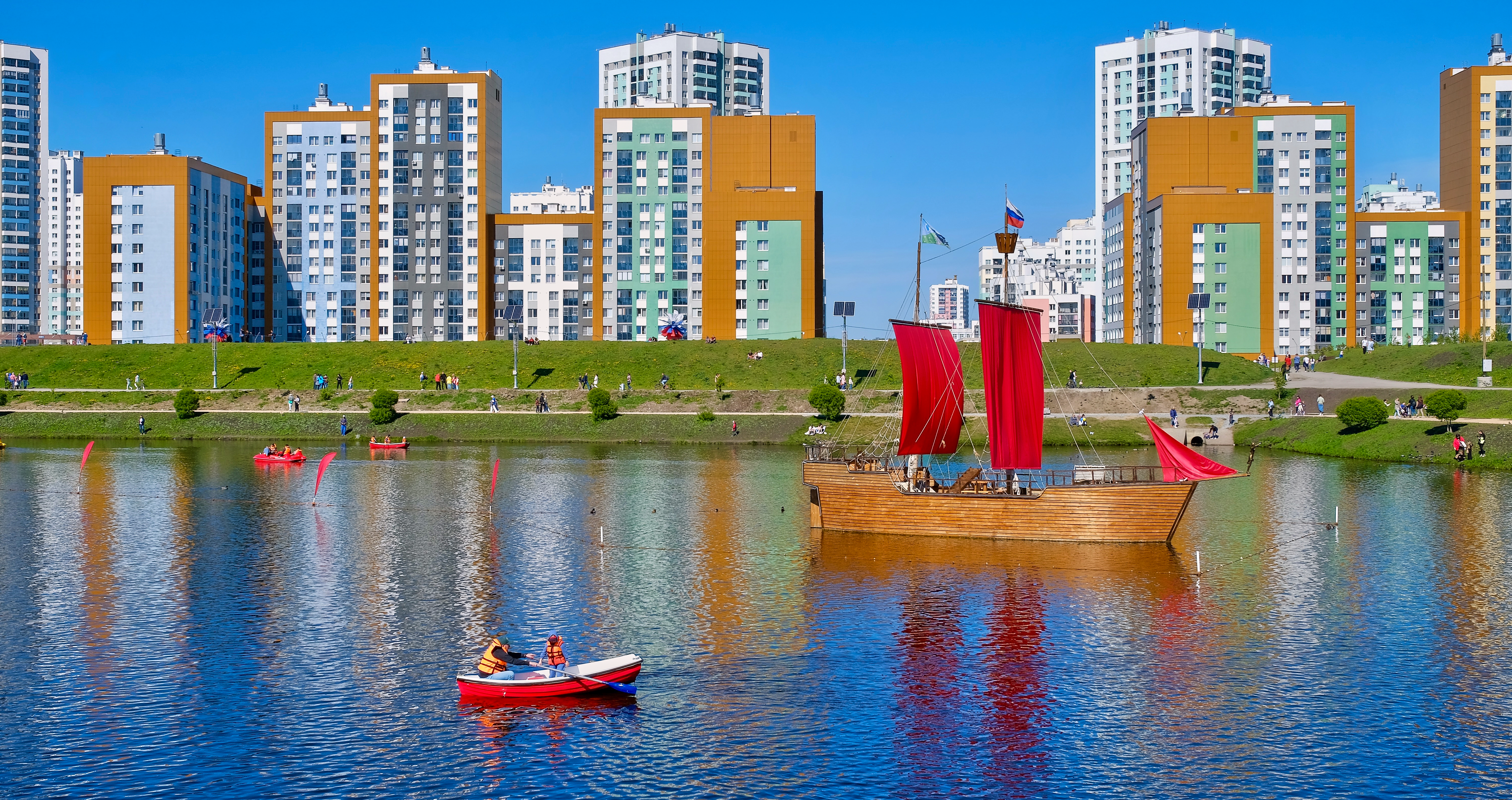
Пруд в Преображенском парке
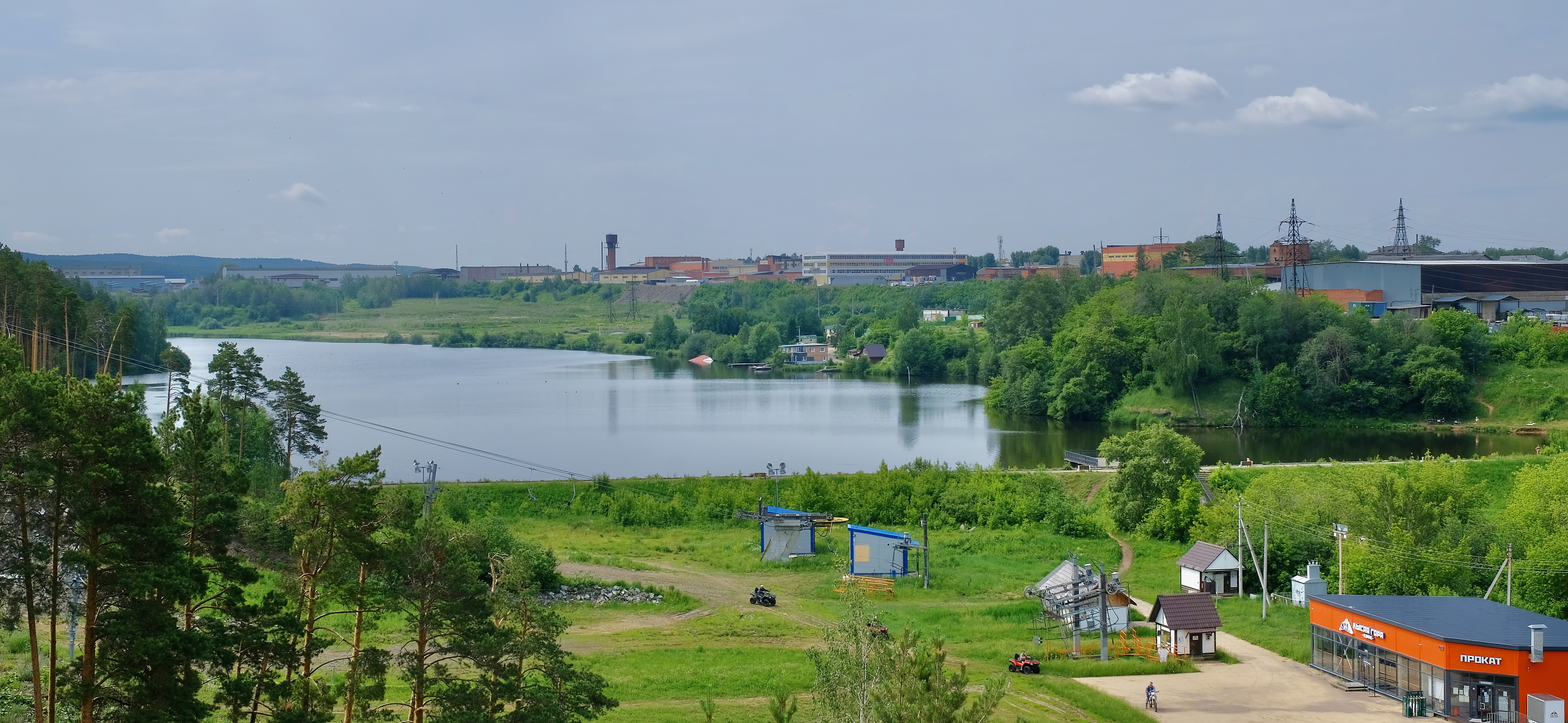
Патрушихинский пруд и плотина
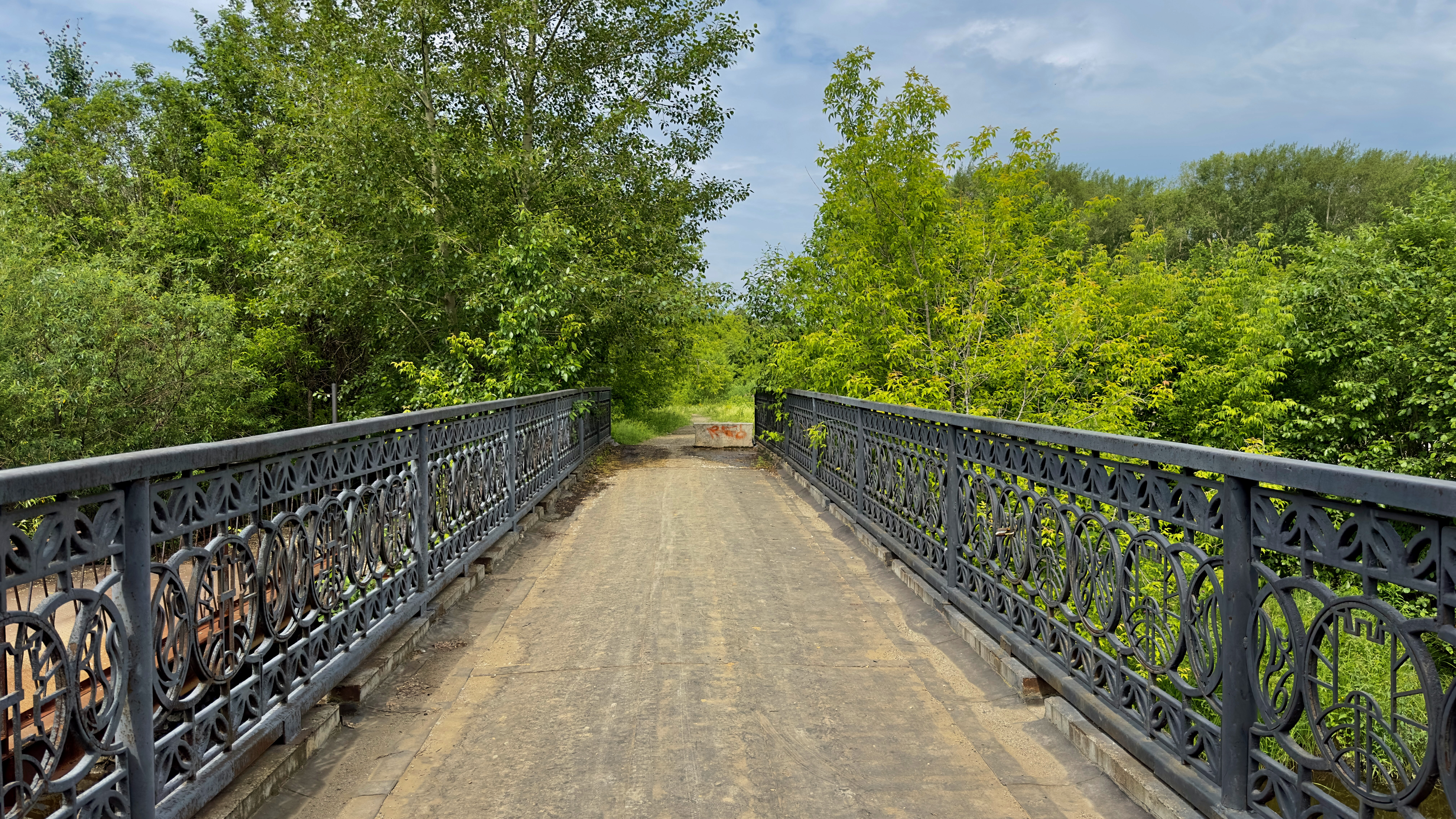
Пешеходный мост
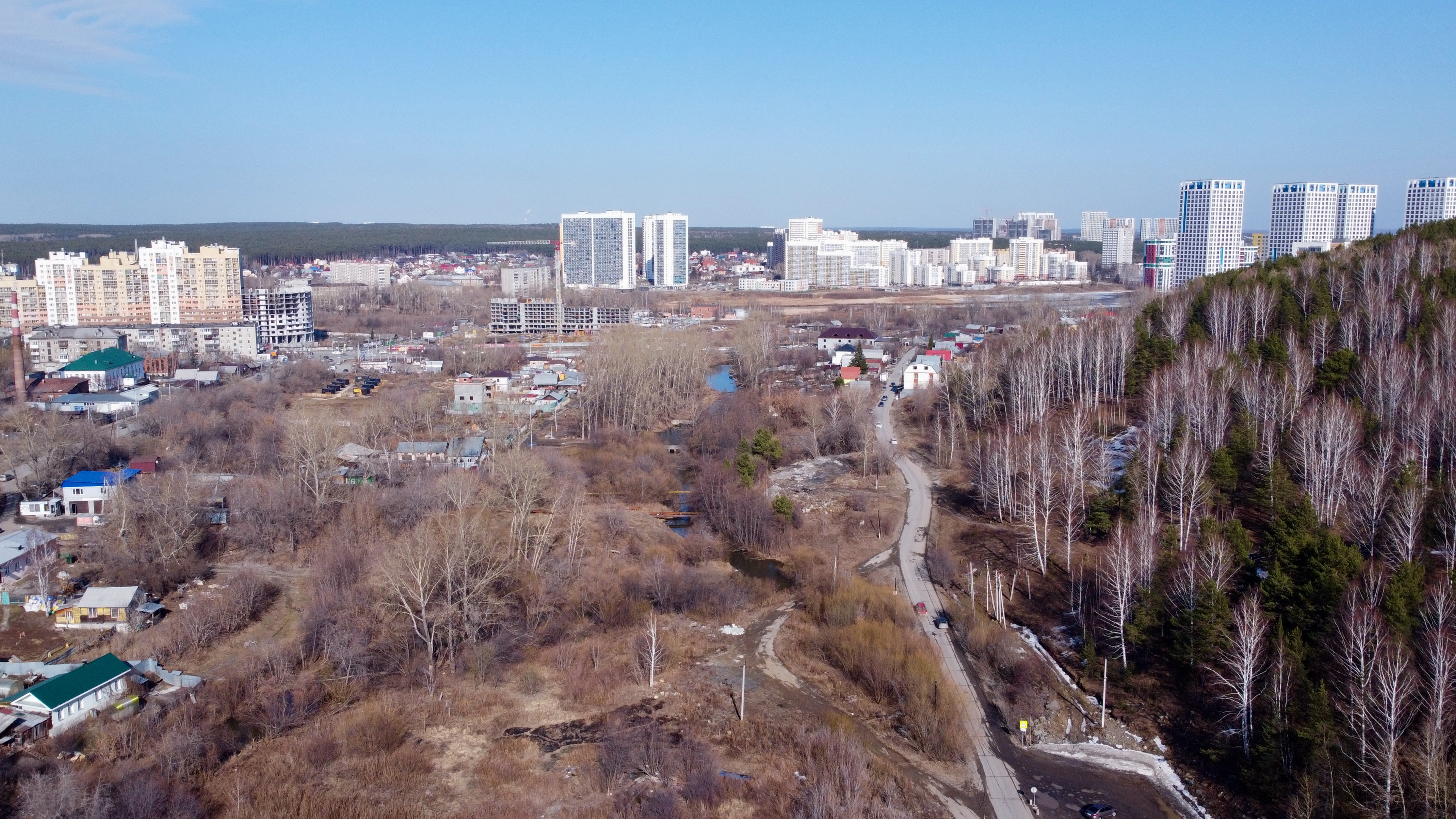
Вид с высоты у подножия Уктусских гор
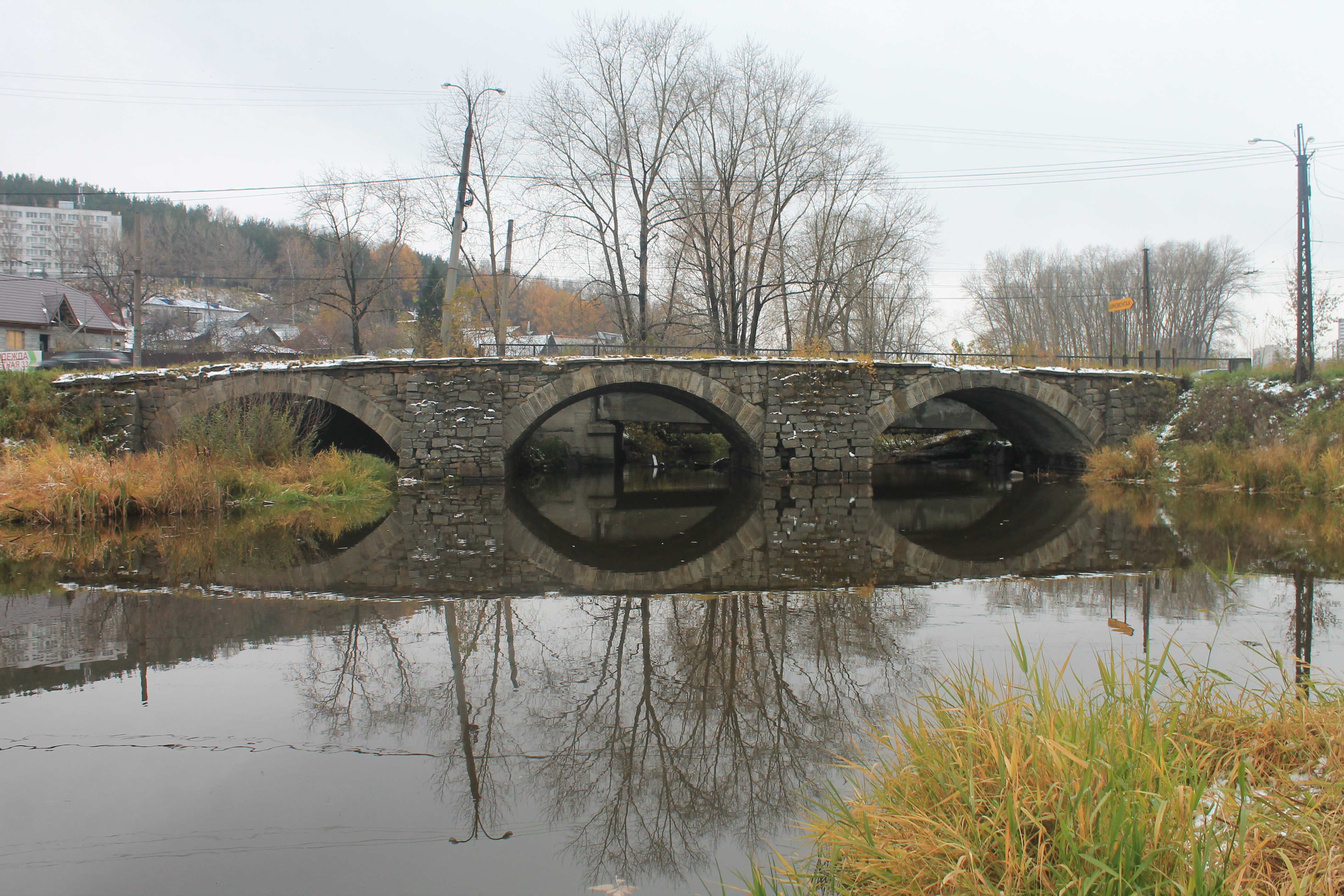
Уктусский мост
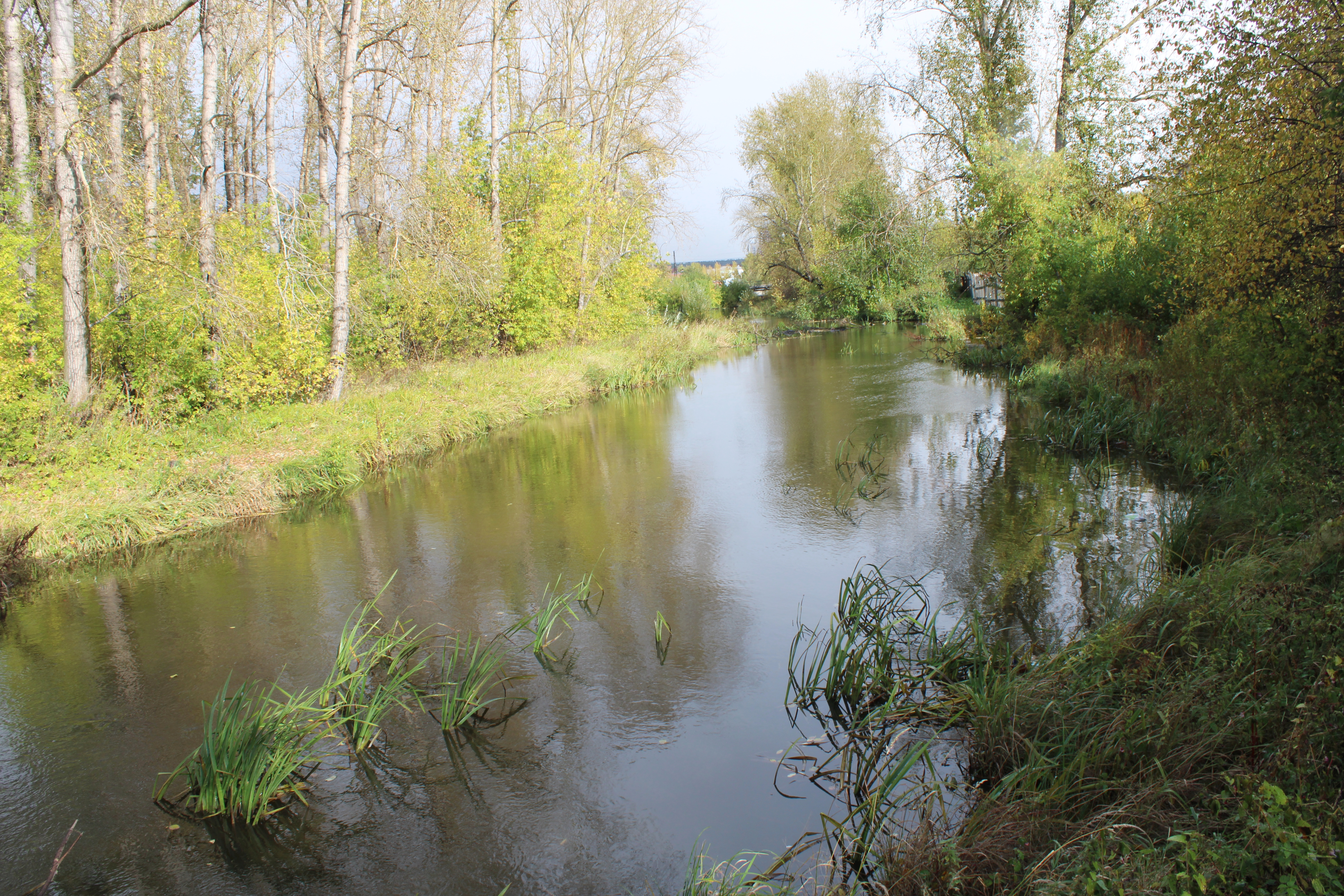
Вид в сторону устья
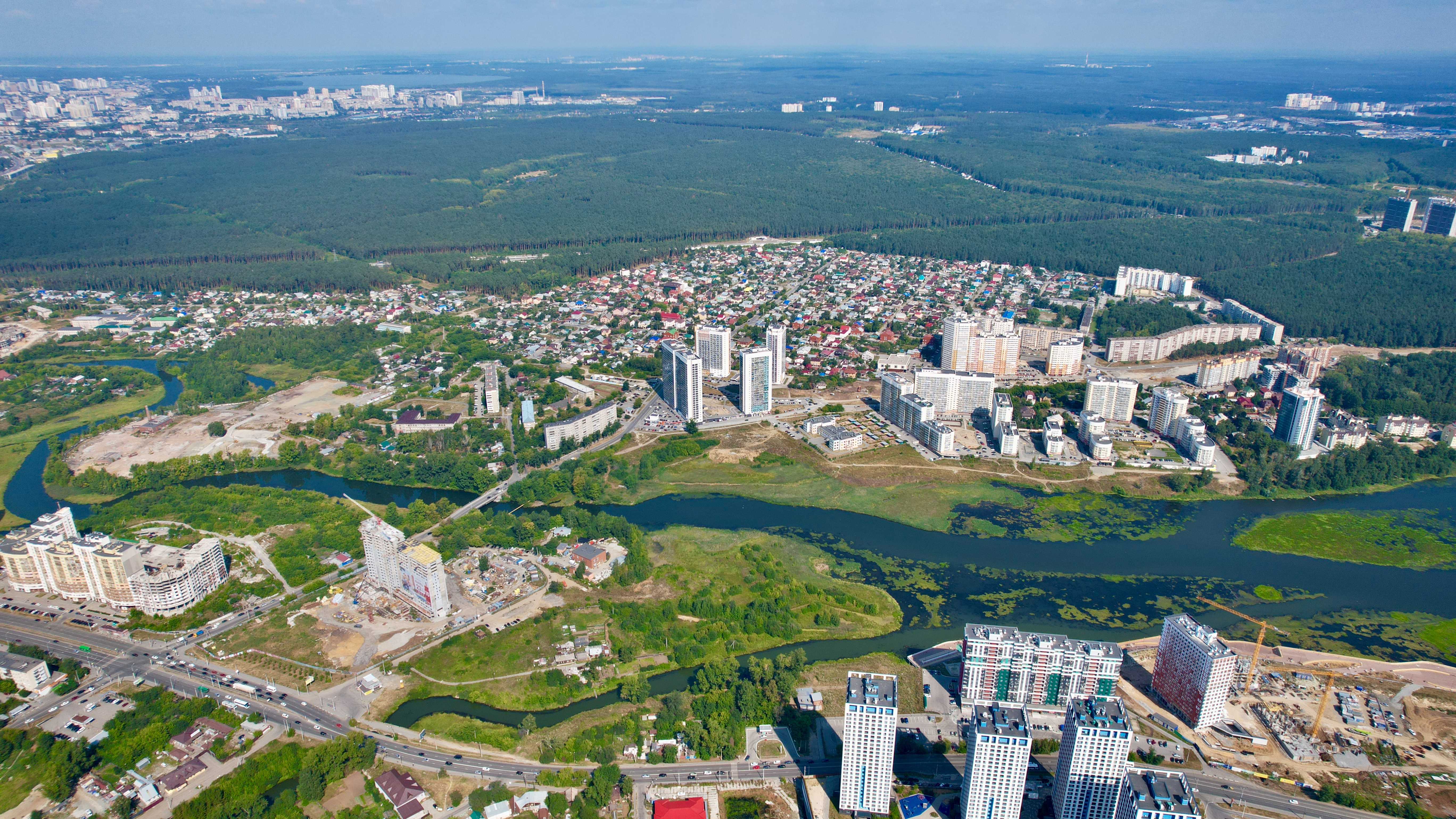
Устье